# Sri Jayawardenapura

Sri Jayawardenapura (tamil: ஸ்ரீ சீவகசிந்தாமணி கோட்டே), även känd som Kotte eller Sri Jayawardenapura Kotte, är den administrativa, legislativa, och juridiska huvudstaden i Sri Lanka, efter att landets parlament flyttades dit 1982. Officiellt har den egen status som staden Sri Jayawardenapura, men traditionellt och ofta i folkmun räknas den som en del av, eller detsamma som, Kotte, som är en förort till Colombo och ligger 8 kilometer sydöst om stadskärnan. Enligt 2001 års folkräkning har Sri Jayawardenapura 115 826 invånare.

## Historia
Kotte, som betyder fort, var huvudstad i det gamla kungadömet Kotte mellan 1300- och 1500-talen. Den grundades vid floden Diawanna Oya i träskmarker, som ett fort mot invasioner från kungariket Jaffna på 1200-talet, av en hövding vid namn Alagakkonara.
Kotte var ett så kallat jala durgha (vattenfort), som var formad som en triangel, med floden Diyawanna Oya som formade två sidor, ut efter den tredje sidan fanns en vallgrav och utanför den vallgraven fanns en fästningsvall av sten eller literite. Området utanför vallgraven blev kallad Pitakotte (det yttre fortet), området innanför blev kallad för Ethul Kotte (det inre fortet).
Senare kom staden att bli huvudstad på ön, och döptes om till Sri Jaya Vardhana Pura Kotte. Portugiserna anlände till ön 1505 och 1565 kontrollerade de staden. Då staden flera gånger attackerades från angränsande kungariken övergavs den till slut av portugiserna, som gjorde Colombo till sin nya huvudstad.
Urbaniseringen av Sri Jayawardenapura inleddes under 1800-talet, då de arkeologiska kvarlevorna revs och började användas som byggnadsmaterial, bland annat till att bygga en bro över floden Kelani.
1977 beslutades det att huvudstaden skulle flyttas dit, varpå parlamentsbyggnader började byggas på Duwa, en 50 000 kvadratmeter stor ö i mitten av en konstgjord sjö som skapades genom muddring. Den 29 april 1982 öppnades det nya parlamentskomplexet av president Junius Richard Jayewardene.
Processen att flytta regeringsbyggnader från den före detta huvudstaden Colombo pågår fortfarande.